# العجز عن الكتابة
العجز عن الكتابة هو اضطراب عصبي مكتسب يؤدي إلى فقدان القدرة على التواصل من خلال الكتابة، إما بسبب شكل من أشكال الخلل الوظيفي الحركي أو عدم القدرة على التهجئة. قد يترافق العجز عن الكتابة مع اضطرابات لغوية أو عصبية أخرى. الاضطرابات التي تترافق بشكل شائع مع العجز عن الكتابة هي: عسر القراءة والحبسة والرتة والعمه والعجز عن الحساب والعمه الحركي. ستوفر دراسة مرضى العجز عن الكتابة بشكل أكبر مزيدًا من المعلومات حول المسارات العصبية المشاركة في الكتابة، سواء اللغوية أم الحركية. لا يمكن معالجة العجز عن الكتابة بشكل مباشر، ولكن يستطيع المرضى تعلم تقنيات للمساعدة في استعادة وإعادة تأهيل بعض قدراتهم الكتابية السابقة. تختلف هذه التقنيات اعتمادًا على نوع العجز عن الكتابة.
يُقسم العجز عن الكتابة على نطاق واسع إلى فئات مركزية ومحيطية. تشمل اضطرابات العجز عن الكتابة عادة إصابات في المناطق اللغوية في الدماغ، مما يسبب صعوبة في التهجئة أو في التواصل التلقائي، وغالبًا ما تترافق مع اضطرابات لغوية أخرى. يستهدف العجز عن الكتابة المحيطي المهارات الحركية والبصرية المكانية بالإضافة إلى اللغة، ويميل إلى إشراك المناطق الحركية من الدماغ، مما يسبب صعوبة في الحركات المرتبطة بالكتابة. يمكن أيضًا تسمية العجز عن الكتابة المركزي باسم العجز عن الكتابة العمهي لأنه يشمل مناطقًا من الدماغ ترتبط وظائفها الرئيسية باللغة والكتابة، قد يُطلق على العجز عن الكتابة المحيطية أيضًا اسم العجز عن الكتابة اللاعمهي، فهو يتضمن مناطقًا من الدماغ لا ترتبط وظائفها بشكل مباشر باللغة والكتابة (عادةً المناطق الحركية).
يعود تاريخ دراسة العجز عن الكتابة إلى منتصف القرن الرابع عشر، ولكن لم يُثر اهتمامًا سريريًا مُنصفًا حتى النصف الثاني من القرن التاسع عشر. ركزت الأبحاث في القرن العشرين بشكل أساسي على الحبسة عند المرضى الذين يعانون من آفات ناتجة عن السكتات الدماغية.

## التظاهرات
قد يحدث العجز عن الكتابة أو ضعف إنتاج اللغة المكتوبة بعدة طرق وأشكال بسبب تضمّن الكتابة للعديد من العمليات المعرفية (معالجة اللغة، والتهجئة، والإدراك البصري، والتوجه البصري المكاني للرموز الرسومية، والتخطيط الحركي، والتحكم الحركي في الكتابة اليدوية).
يتضمن العجز عن الكتابة مجموعتين فرعيتين رئيسيتين هما: العجز عن الكتابة المركزي (العمهي) والعجز عن الكتابة المحيطي (اللاعمهي). يشمل العجز عن الكتابة المركزي على عجز معجمي، وصوتي، وعميق، ودلالي. يشمل العجز عن الكتابة المحيطي العمه الحركي، والتنفيذ الحركي والعمى الشقي، وأنواع أخرى من العجز عن الكتابة الوارد.

### المركزي
يحدث العجز عن الكتابة المركزي عند وجود ضعف في اللغة المنطوقة، مع إعاقات في المهارات الحركية والتصورية المختلفة التي تنطوي عليها الكتابة. يكتب الأفراد الذين يعانون من العجز عن الكتابة المركزي بطلاقة كمية طبيعية من الحروف جيدة التكوين، لكنهم يفتقرون إلى القدرة على كتابة كلمات ذات معنى. الحبسة الاستقبالية هي مثال على فقدان القدرة على الكلام بطلاقة. يستطيع المرضى الذين يعانون من العجز عن الكتابة والحبسة كتابة جمل قصيرة ولكن من الصعب قراءة كتاباتهم. تتطلب كتاباتهم مجهودًا بدنيًا كبيرًا ولكنها تفتقر إلى النحو المناسب وغالبًا ما تكون تهجئتها رديئة. الحبسة التعبيرية هي مثال على فقدان القدرة على الكلام. يجد مرضى عسر القراءة والعجز عن الكتابة صعوبة في إنتاج وفهم اللغة المكتوبة. لا يُضعف هذا الشكل من العجز عن الكتابة اللغة المنطوقة.
- يؤثر العجز عن الكتابة العميق على القدرة الصوتية للأفراد والذاكرة الإملائية. غالبًا ما يكون العجز عن الكتابة العميق نتيجة لآفة تشمل المنطقة الجدارية اليسرى (التلفيف فوق الهامشي أو الجزيرة). لا يستطيع المرضى تذكر كيف تبدو الكلمات عند تهجئتها بشكل صحيح، ولا يمكنهم نطقها لتحديد التهجئة. يعتمد الأفراد عادةً على ذاكرتهم الهجائية التالفة للتهجئة، وينتج عن ذلك أخطاء متكررة. يواجه المرضى صعوبة أكبر في المفاهيم المجردة والكلمات غير الشائعة. غالبًا ما تتأثر القراءة واللغة المنطوقة أيضًا.[3][2]
- متلازمة غريستمان: هي ضعف في إنتاج اللغة المكتوبة المرتبطة بالأعراض الهيكلية التالية: صعوبة التمييز بين أصابع المريض، وصعوبة التمييز بين اليسار واليمين، وصعوبة إجراء الحسابات. تنتج كل هذه الأعراض عن آفات في المسارات العصبية.[6][3]
- يضعف العجز عن الكتابة الشامل أيضًا الذاكرة الهجائية للمرضى، وتكون أكثر شدة من العجز عن الكتابة العميق. في العجز عن الكتابة الشامل، يفقد المريض المعرفة الإملائية ويستطيع كتابة عدد قليل جدًا من الكلمات ذات المعنى، أو لا يمكنه كتابة أي كلمة على الإطلاق. تكون القراءة واللغة المنطوقة ضعيفتَين بشكل ملحوظ.[2]
- العجز عن الكتابة المعجمي والهيكلي ناتج عن تلف الذاكرة الإملائية. إذ لا يستطيع هؤلاء المرضى تصور تهجئة كلمة ما، على الرغم من أنهم يستطيعون نطقها. قد تشير ذاكرة التهجئة الضعيفة هذه إلى فقدان المعرفة أو تدهورها أو عدم القدرة على الوصول إليها بكفاءة فقط. يوجد تأثير انتظامي مرتبط بالعجز عن الكتابة المعجمي، إذ يكون المرضى أقل احتمالية لتهجئة الكلمات بشكل صحيح بدون تهجئات منتظمة يمكن التنبؤ بها. بالإضافة إلى ذلك، تميل القدرة الإملائية لتكون أقل ضعفًا في الكلمات الشائعة. يواجه المرضى أيضًا صعوبة في التعامل مع اللفظ المتجانس. تميل الكفاءة اللغوية من حيث القواعد النحوية وكتابة الجمل إلى البقاء سليمة.[2]
- العجز عن الكتابة الصوتي هو عكس العجز عن الكتابة المعجمي في أن القدرة على نطق الكلمات ضعيفة، ولكن الذاكرة الإملائية للكلمات قد تكون سليمة. يرتبط بتأثير الكلمات من خلال الاختلاف في القدرة على تهجئتها مقابل اللاكلمات. يعتمد الأفراد الذين لديهم هذا الشكل من العجز عن الكتابة على ذاكرتهم الإملائية. بالإضافة إلى ذلك، غالبًا ما يكون من الصعب على هؤلاء المرضى الوصول إلى المزيد من الكلمات المجردة بدون تمثيلات دلالية قوية (أي أنه من الصعب عليهم تهجئة حروف الجر أكثر من الأسماء الملموسة).[7][2]
- العجز عن الكتابة الصرف هو ضعف في إنتاج اللغة المكتوبة دون أي لغة أخرى أو اضطراب معرفي.[3]

قد يحدث العجز عن الكتابة بشكل منفصل أو بشكل متزامن وقد تحدث بسبب تلف التلفيف الزاوي.

### المحيطي
يحدث العجز عن الكتابة المحيطي عند وجود تلف في المهارات الحركية والتصورية المختلفة التي تنطوي عليها الكتابة.
- العجز عن الكتابة العمهي الحركي هو ضعف في إنتاج اللغة المكتوبة المرتبط باضطرابات في النظام الحركي. ينتج عنه تشكيل حرف مشوه وبطيء ومجهد وغير كامل و/أو غير دقيق. على الرغم من أن الحروف المكتوبة غالبًا ما تكون سيئة التكوين لدرجة أنها تكاد تكون غير مقروءة، لكن تبقى القدرة على التهجئة بصوت عالٍ موجودة غالبًا. ينتج هذا الشكل من العجز عن الكتابة بشكل خاص عن فقدان المسارات الحركية المتخصصة لتشكيل الحروف، وليس بسبب أي خلل وظيفي يؤثر على الكتابة اليدوية. قد يظهر العجز عن الكتابة العمهي الحركي مع أو بدون تعذر الأداء الافتكاري الحركي. الشلل والرقاص وداء باركنسون وخلل التوتر العضلي (تشنجات الكاتب) هي اضطرابات حركية مرتبطة بشكل شائع بالعجز عن الكتابة المحيطي.[1][2][4]
- العجز عن الكتابة الهستيري هو ضعف في إنتاج اللغة المكتوبة بسبب اضطراب التحويل.[3]
- العجز عن الكتابة التكراري هي حالة تحدث عند المرضى الذين يكررون الحروف أو الكلمات أو العبارات في اللغة المكتوبة لعدد غير طبيعي من المرات. المداومة، وخطل الكتابة والكتابة الصوتية بعض الأمثلة على العجز عن الكتابة التكراري.[3]
- العجز عن الكتابة البصري هو ضعف في إنتاج اللغة المكتوبة بطريقة خاصة، إذ يميل المريض إلى إهمال جزء واحد (غالبًا جانب كامل) من صفحة الكتابة، والكتابة بخطوط مائلة لأعلى أو لأسفل، والمباعدة غير الطبيعية بين الحروف والمقاطع والكلمات، ويتأثر الاتجاه والتسلسل الصحيح للكتابة أيضًا. غالبًا ما يترافق العجز عن الكتابة البصري المكاني مع إهمال النصف الأيسر، وصعوبة بناء أو تجميع الأشياء، والصعوبات المكانية الأخرى.[3][8][9]